# Донат Эврийский

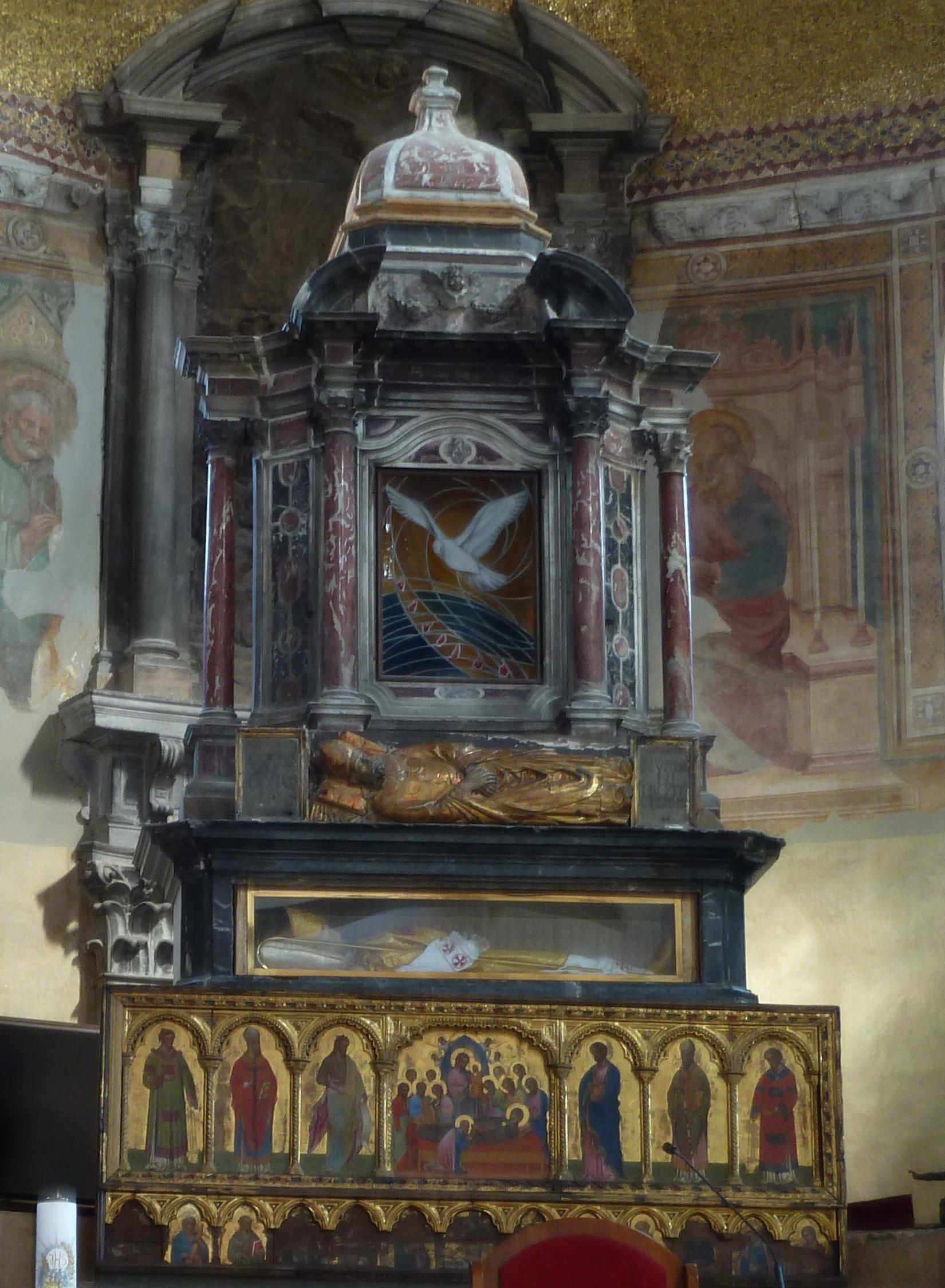
Алтарь собора свв. Марии и Доната в Мурано с мощами святого в стеклянной раке, поверх которой возлежит его скульптура

Донат (греч. Δονάτος) — святой епископ из города Эврия. День памяти — 30 апреля.
Св. Донат был родом из Бутринти, совр. Албания. Он жил во время правления императора Феодосия I. Согласно греческому историку V века Созомену, св. Донат был епископом Эвореи, отождествляемой с сегодняшней Парамитьей в Эпире, Греция. По преданию, святой совершил несколько чудес, победив дракона, очистив воды источника и воскресив дочь императора.
Св. Донат умер в 387 году, и его мощи были перенесены в Касьопи на Корфу в 602 году ради спасения от захватчиков. Однако это привело к проблемам с юрисдикцией и охраной святых мощей, которая была разрешена папой Римским Григорием Двоесловом. Впоследствии мощи святого были перенесены в Кефалинию. Затем венецианский дож Доменико Микьель 7 апреля 1125 или 1126 года перенёс их в Мурано, в собор свв. Марии и Доната.
Почитание св. Доната было весьма распространено в Средние века.
Св. Донату посвящён собор в Умбриатико, Калабрия, юг Италии. Эта местность в IX веке была захвачена жителями Эпира во главе с Никифором Фокой Старшим, которые принесли в эти края его почитание.
Иногда смешивают жития свв. Доната из Эврии и Доната из Арреццо.